# Eppes
Eppes és un municipi francès situat al departament de l'Aisne i a la regió dels Alts de França. L'any 2007 tenia 376 habitants.

## Demografia

### Població
El 2007 la població de fet d'Eppes era de 376 persones. Hi havia 147 famílies de les quals 40 eren unipersonals (22 homes vivint sols i 18 dones vivint soles), 49 parelles sense fills, 49 parelles amb fills i 9 famílies monoparentals amb fills.
La població ha evolucionat segons el següent gràfic:
Habitants censats

### Habitatges
El 2007 hi havia 180 habitatges, 158 eren l'habitatge principal de la família, 1 era una segona residència i 21 estaven desocupats. 176 eren cases i 4 eren apartaments. Dels 158 habitatges principals, 132 estaven ocupats pels seus propietaris i 27 estaven llogats i ocupats pels llogaters; 4 tenien dues cambres, 20 en tenien tres, 44 en tenien quatre i 90 en tenien cinc o més. 142 habitatges disposaven pel capbaix d'una plaça de pàrquing. A 85 habitatges hi havia un automòbil i a 61 n'hi havia dos o més.

### Piràmide de població
La piràmide de població per edats i sexe el 2009 era:
| Homes | Edats   | Dones |
| ----- | ------- | ----- |
| 0     | 95 o +  | 0     |
| 0     | 90 a 94 | 4     |
| 0     | 85 a 89 | 0     |
| 0     | 80 a 84 | 0     |
| 0     | 75 a 79 | 0     |
| 4     | 70 a 74 | 4     |
| 12    | 65 a 69 | 8     |
| 4     | 60 a 64 | 16    |
| 12    | 55 a 59 | 12    |
| 24    | 50 a 54 | 8     |
| 12    | 45 a 49 | 32    |
| 20    | 40 a 44 | 12    |
| 16    | 35 a 39 | 16    |
| 0     | 30 a 34 | 0     |
| 12    | 25 a 29 | 16    |
| 4     | 20 a 24 | 24    |
| 24    | 15 a 19 | 16    |
| 20    | 10 a 14 | 8     |
| 8     | 5 a 9   | 8     |
| 0     | 0 a 4   | 0     |

## Economia
El 2007 la població en edat de treballar era de 275 persones, 206 eren actives i 69 eren inactives. De les 206 persones actives 184 estaven ocupades (101 homes i 83 dones) i 22 estaven aturades (12 homes i 10 dones). De les 69 persones inactives 29 estaven jubilades, 21 estaven estudiant i 19 estaven classificades com a «altres inactius».

### Ingressos
El 2009 a Eppes hi havia 168 unitats fiscals que integraven 412 persones, la mediana anual d'ingressos fiscals per persona era de 16.133,5 €.

### Activitats econòmiques
Dels 9 establiments que hi havia el 2007, 2 eren d'empreses de construcció, 2 d'empreses de comerç i reparació d'automòbils, 1 d'una empresa d'hostatgeria i restauració, 1 d'una empresa d'informació i comunicació, 2 d'empreses de serveis i 1 d'una empresa classificada com a «altres activitats de serveis».
Dels 2 establiments de servei als particulars que hi havia el 2009, 1 era una lampisteria i 1 empresa de construcció.
L'any 2000 a Eppes hi havia 3 explotacions agrícoles que ocupaven un total de 198 hectàrees.

## Equipaments sanitaris i escolars
El 2009 hi havia una escola elemental.

## Poblacions més properes
El següent diagrama mostra les poblacions més properes.